# Aleksandar Šoštar
Aleksandar Šoštar (in serbo Александар Шоштар?; Niš, 21 gennaio 1964) è un ex pallanuotista jugoslavo, vincitore di una medaglia d'oro alle olimpiadi di Seul 1988 ed una di bronzo a Sydney 2000.
In precedenza è stato presidente del Partizan Belgrado e della Federazione Nuoto della Serbia, assistente del ministro dello sport serbo e delegato della FINA. Dal 2020 è membro del comitato tecnico della pallanuoto per la LEN. Dal 2022  è allenatore del Novi Beograd.

## Palmarès

### Club

#### Trofei nazionali
- Campionato jugoslavo: 3

Partizan: 1984, 1987, 1988
- Coppa di Jugoslavia: 6

Partizan: 1982, 1985, 1987, 1988, 1990, 1991
- Coppa di Serbia e Montenegro: 5

Partizan: 1992
Bečej: 1998, 1999, 2000, 2001
- Campionato italiano: 2

Posillipo: 1992-93, 1993-94
- Campionato spagnolo: 2

Barcellona: 1995, 1996
- Copa del Rey: 2

Barcellona: 1995, 1996
- Campionato serbo-montenegrino: 4

Bečej: 1998, 1999, 2000, 2001

#### Trofei internazionali
- Coppa COMEN: 1

Partizan: 1989
- Coppa delle Coppe: 1

Partizan: 1991
- Supercoppa LEN: 1

Partizan: 1991
- Coppe LEN: 1

Barcellona: 1994-95
- Coppa dei Campioni: 1

Bečej: 1999-2000